# Patrick O’Donnell (kardynał)

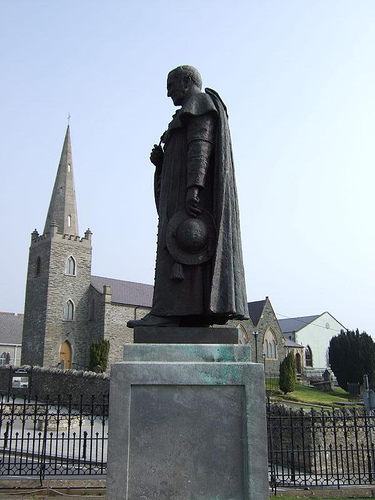
Pomnik kardynała

Patrick O’Donnell (ur. 28 listopada 1856 w Kilraine, zm. 22 października 1927 w Carlingford koło Armagh) – irlandzki duchowny katolicki, kardynał, arcybiskup Armagh i prymas całej Irlandii.

## Życiorys
Święcenia kapłańskie przyjął 29 czerwca 1880 roku w Maynooth. Profesor teologii dogmatycznej i moralnej w seminarium św. Patryka w Maynooth. 26 lutego 1888 roku otrzymał nominację na biskupa Raphoe, Letterkenny, w momencie nominacji był najmłodszym biskupem na świecie. Sakrę biskupią otrzymał 25 marca 1888 roku w prokatedrze Raphoe z rąk kard. Michaela Logue arcybiskupa Armagh. 14 stycznia 1922 roku podniesiony do godności arcybiskupa tytularnego Attalia i mianowany biskupem koadiutorem archidiecezji Armagh z prawem następstwa. Jednocześnie sprawował funkcję administratora apostolskiego w Raphoe w latach 1922–1923. Obowiązki arcybiskupa metropolity Armagh i prymasa całej Irlandii przejął 19 listopada 1924 roku. Na konsystorzu 14 grudnia 1925 roku papież Pius XI wyniósł go do godności kardynalskiej z tytułem kardynała prezbitera Santa Maria della Pace. Zmarł 22 października 1927 roku w Carlingford koło Armagh. Pochowano go na cmentarzu św. Patryka w Armagh.